# ガネーシャ

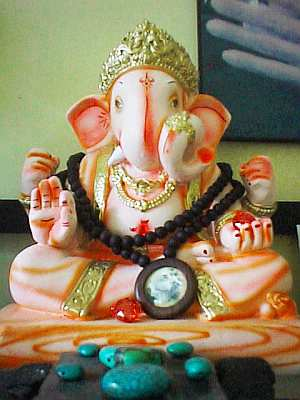
ガネーシャの置物

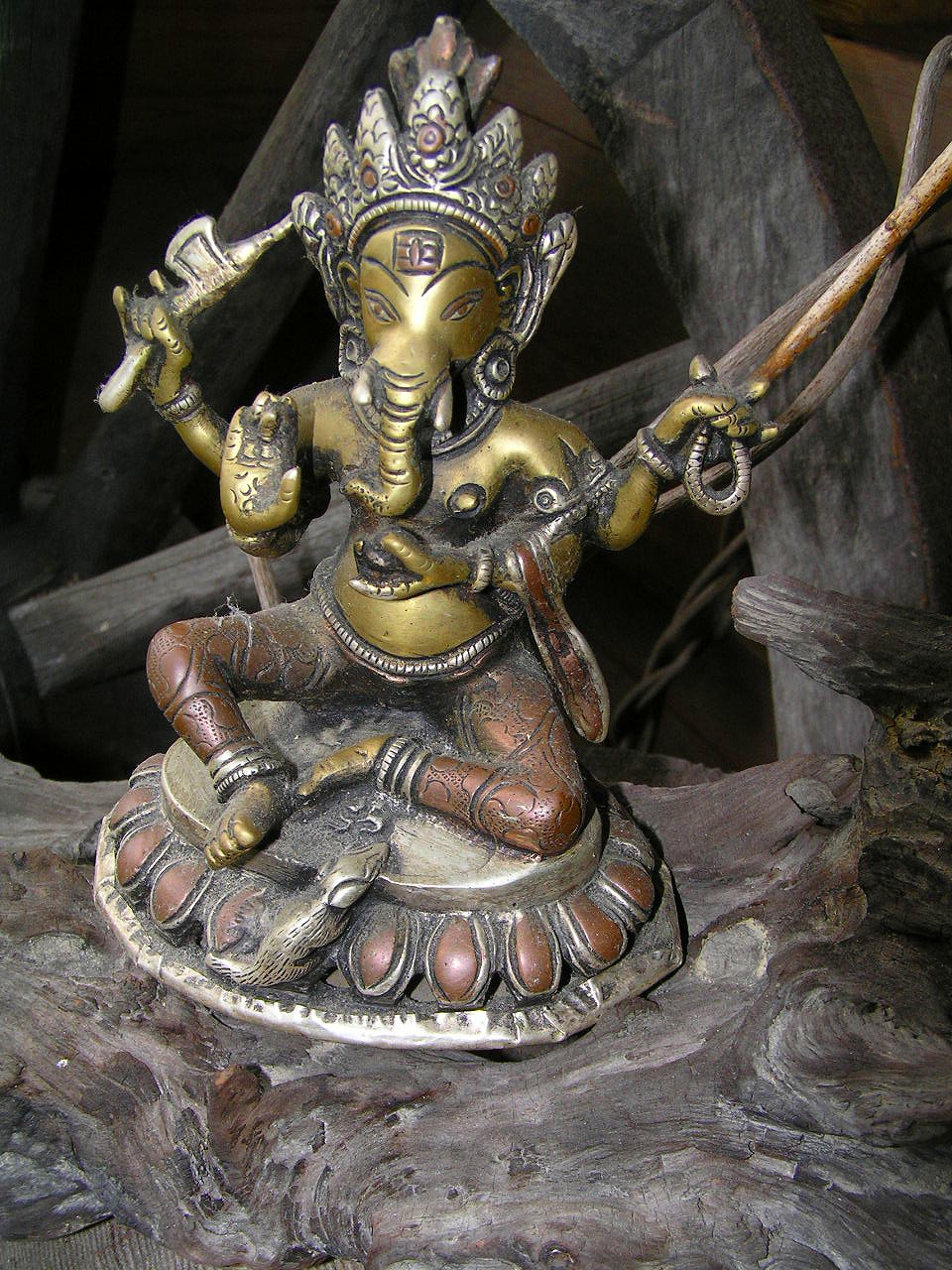
真鍮製のガネーシャ像（ネパール）

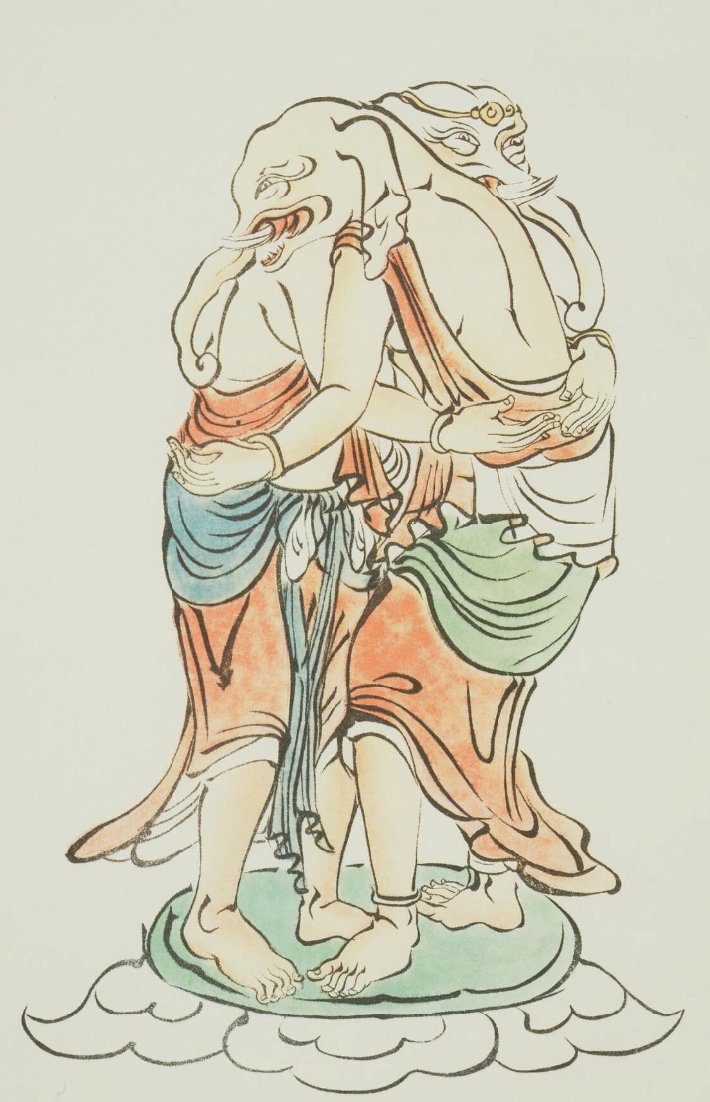
日本でのガネーシャの表現『歓喜天』
18世紀後半〜19世紀前半の絵画

ガネーシャ（गणेश, gaṇeśa）は、ヒンドゥー教の神の一柱。その名はサンスクリットで「群衆（ガナ）の主（イーシャ）」を意味する。同じ意味でガナパティ（गणपति, gaṇapati）とも呼ばれる。また現代ヒンディー語では短母音の/a/が落ち、同じデーヴァナーガリー綴りでもガネーシュ、ガンパティ（ガンパチ）などと発音される。インドでは現世利益をもたらす神とされ、非常に人気がある。「富の神様」として商人などから絶大な信仰を集めている。
太鼓腹の人間の身体に 片方の牙の折れた象の頭をもった神で、4本の腕をもつ。障害を取り去り、また財産をもたらすと言われ、事業開始と商業の神・学問の神とされる。インドのマハラシュトラ州を中心にデカン高原一帯で多く信仰されている。ガネーシャの像の中には杖を持っているものもおり、この杖は「アンクーシャ」と呼ばれている。

## 概要

### 神名
ヴィナーヤカ（Vināyaka、無上）、ヴィグネーシュヴァラ（Vighneśvara、障害除去）、ガネーシャ（Gaṇeśa、群衆の長）、ガナパティ（Gaṇapati、群衆の主）との神名を持つ。元来は障害神であったのが、あらゆる障害を司る故に障害を除去する善神へと変化した。ヒンドゥー教でよくみられるように複数の神名をもつのは複数の神格が統合されたためと考えられる。

### 功徳
あらゆる障害を除くことから、新しい事業などを始めるにあたって信仰され、除災厄除・財運向上でも信仰を集めている。また智慧・学問の神でもあり、学生にも霊験豊かとされる。祈祷を始めとして、あらゆる開始にあたってまずガネーシャに祈りを捧げると良いとされる。特に「富の神様」としてインドを中心に人気が高く、インドの店先には必ずといってよいほどガネーシャ像が置かれ、偶像崇拝を禁止しているイスラム教徒の店にもみられるほどである。一般人も、祝い事にガネーシャのカードを送ったり、車のダッシュボードに置いたりする風景はよく見られる。

### シヴァ系
ヒンドゥー教の体系の中では、シヴァとパールヴァティーの間に生まれた長男とされる。しかし、これはシヴァ系の宗教が独立したガネーシャ系の宗教を取り込んだ際の解釈だと思われる。現在でもガネーシャはシヴァ系のヒンドゥー教の一部である。

## 神話

### 象頭の由来
象の頭を持つ理由には複数の神話があるが、もっとも有名なものは以下のものである。
パールヴァティーが身体を洗って、その身体の汚れを集めて人形を作り命を吹き込んで自分の子供を生んだ。パールヴァティーの命令で、ガネーシャが浴室の見張りをしている際に、シヴァが帰還した。ガネーシャはそれを父、あるいは偉大な神シヴァとは知らず、入室を拒んだ。シヴァは激怒し、ガネーシャの首を切り落として遠くへ投げ捨てることになる。
パールヴァティーに会い、それが自分の子供だと知ったシヴァは、投げ捨てたガネーシャの頭を探しに西に向かって旅に出かけるが、見つけることができなかった。そこで旅の最初に出会った象の首を切り落として持ち帰り、ガネーシャの頭として取り付け復活させた。これが、ガネーシャが象の頭を持っている言われとされる。
他の説ではパールヴァティーとシヴァが夫婦でヴィシュヌに祈りを捧げてガネーシャを得、他の神々がそれを祝いに来たが、その内の一人・シャニは見た物を破壊する呪いをかけられていた為、常に下を向いていた。しかしパールヴァティーは彼に遠慮せずに息子を見るよう勧め、その結果ガネーシャの頭は破壊された。ヴィシュヌは悲しむパールヴァティーの為にガルダに乗って飛び立ち、川で寝ている象を見つけてその首をガネーシャの頭として取り付けた。

### 片方の折れた牙の由来
片方の牙が折れている理由には複数の神話があるが、もっとも有名なものは以下のものである。
- 「マハーバーラタ」の著者とされるヴィヤーサは文字を書くことが出来なかった。このため、ブラフマーがガネーシャをヴィヤーサのもとに遣わしマハーバーラタを口述筆記をさせた。このとき、ガネーシャは自ら右の牙を折り、その牙で執筆したとされる。
- ヴィシュヌの化身の1人であるパラシュラーマが、シヴァから与えられた斧で攻撃し、それを回避しては不敬であたるので、敢えて一本の牙で受け止めたために折れた。
- 籠で運ばれているときに振り落とされて頭から落ちて折れてしまった。
- 夜道で転倒した際にお腹の中の菓子（モーダカ）が飛び出て転げたのを月に嘲笑されたために、自らの牙を一本折ってそれを月に投げつけた。

## ガネーシャ・チャトゥルティ
ヴェーダ暦のバドラパーダ月の4日（新月から4日目）に生誕したとされるので、これに合わせてガネーシャの生誕祭ガネーシャ・チャトゥルティ／ヴィナーヤカ・チャトゥルティ (Ganesh Chaturthi/Vinayaka Chaturthi) が祝われる。10日間の祭りの間に障碍除去を祈念してガネーシャの像を祀り、最後にガネーシャの像を川や海に流すことで厄除を祈願する。

## マントラ
最も有名なマントラは、以下のものである。
- Oṃ Śrī Gaṇeśāya Namaḥ
- Oṃ Gaṃ Gaṇapataye Namaḥ

マントラを唱える前には、手足を清潔にしてから着座し、数回の調息を行ってから実施する。108回、もしくは念珠の1周分もしくはそれ以上の周回分を唱える。ガネーシャのマントラは、あらゆる悪・障碍・悪霊を退け、財産・智慧・成功をもたらすとされる。

## 仏教圏での信仰

### チベット仏教
チベット仏教では、ガネーシャ（象頭財神）は大黒天 (Mahākāla) によって調伏された姿でも描かれるが、観世音菩薩を本地とする護法神としても信仰される。

### 上座部仏教
上座部仏教国のタイでも、ガネーシャは仏教徒に信仰されている。

### 日本密教（台密・東密）
天台宗・真言宗ではガネーシャを起源に持つ歓喜天（聖天）が天部の護法神として信仰される。

## ギャラリー

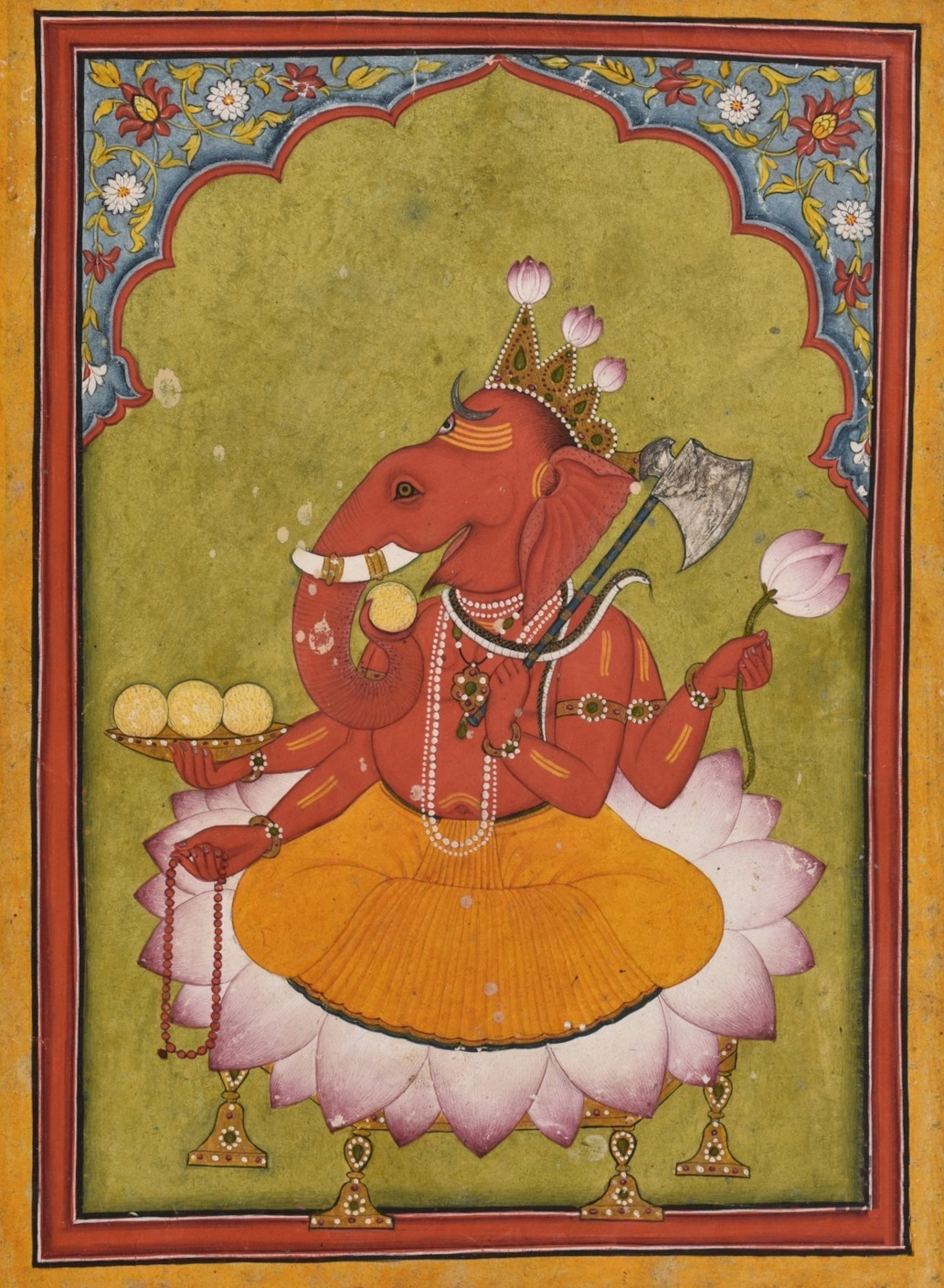
ガネーシャの細密画（インド・1730年頃）
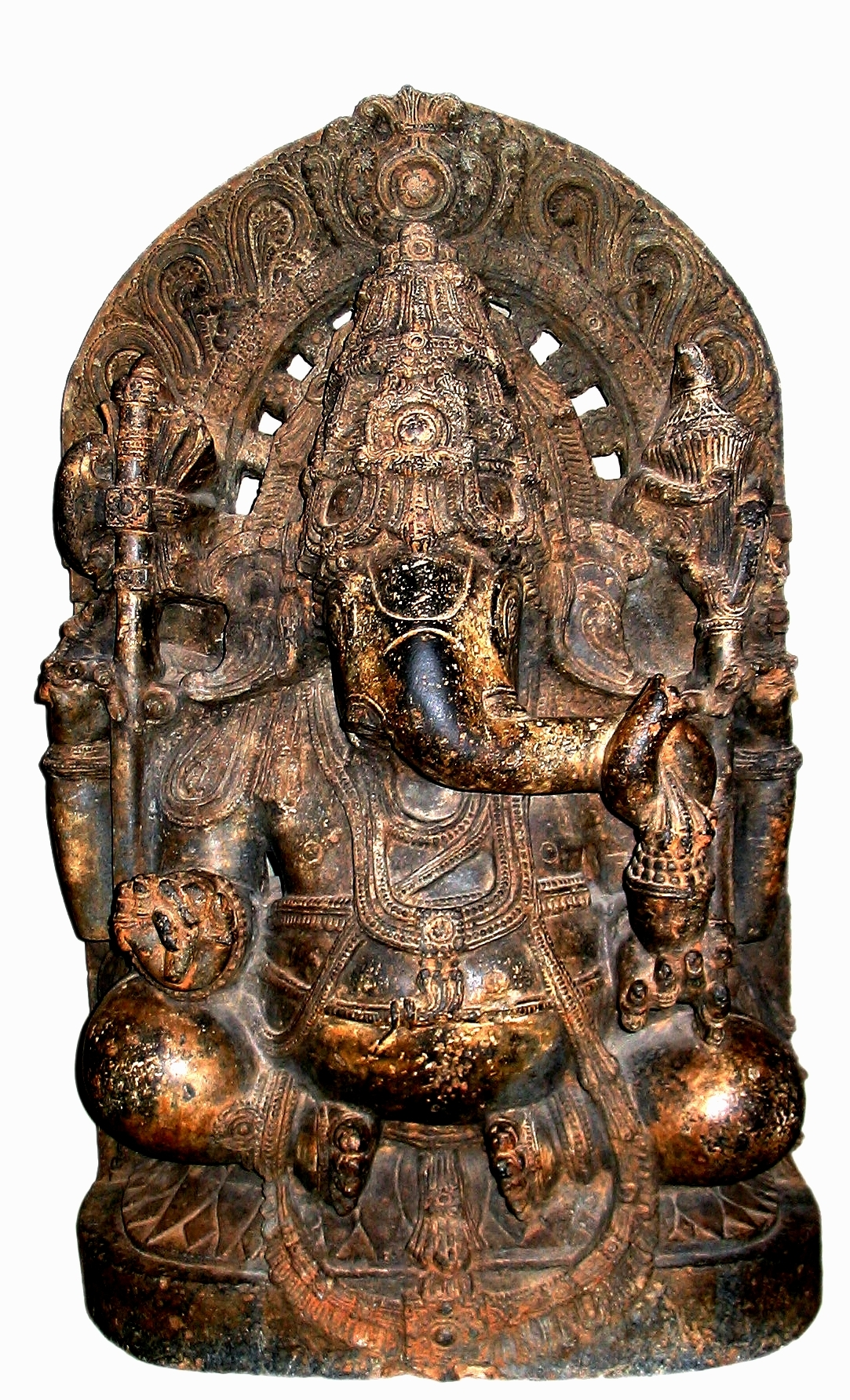
ガネーシャの彫像（インド、カルナータカ州・13世紀）
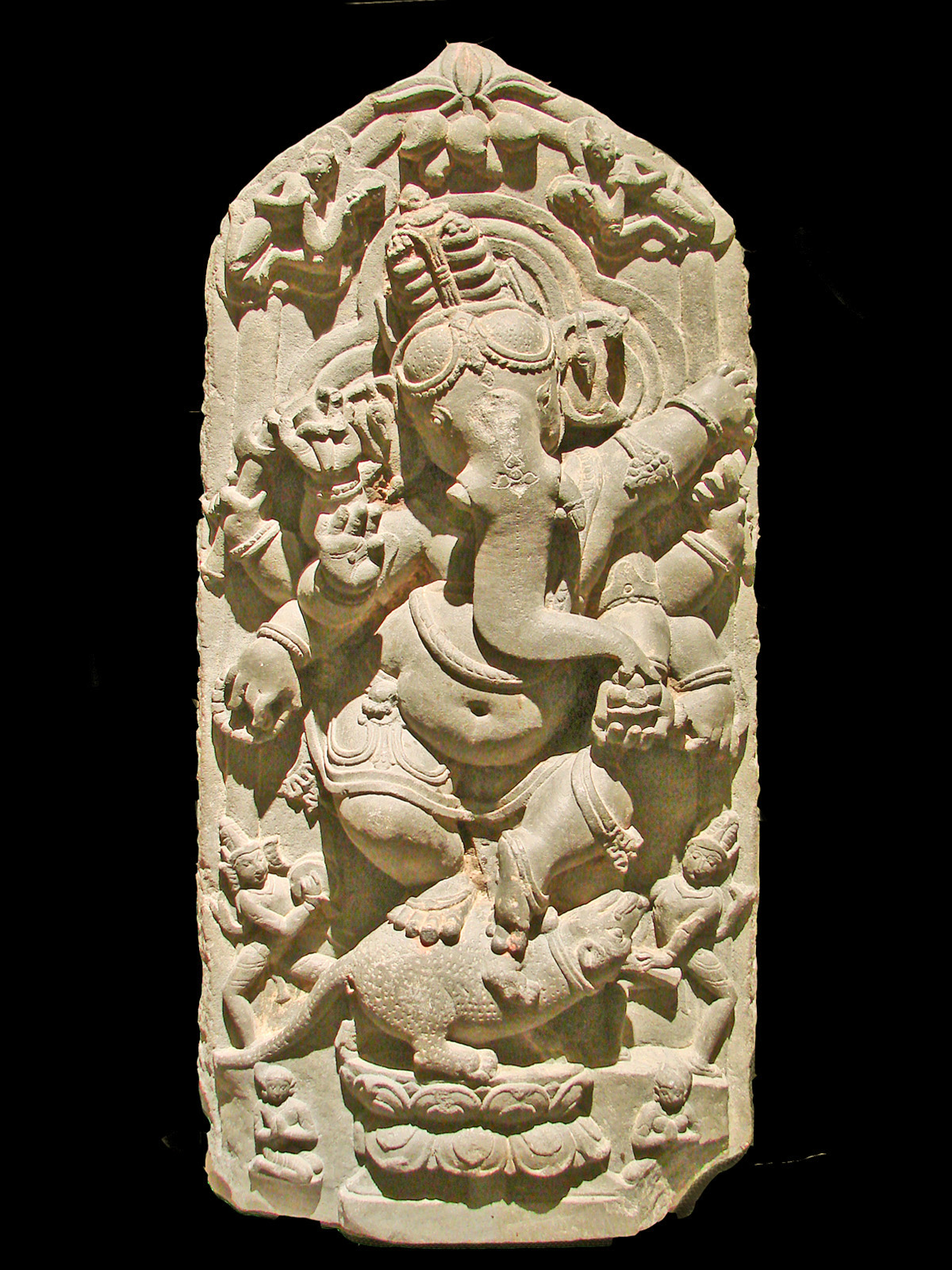
ガネーシャの舞踏レリーフ（北ベンガル・11世紀）
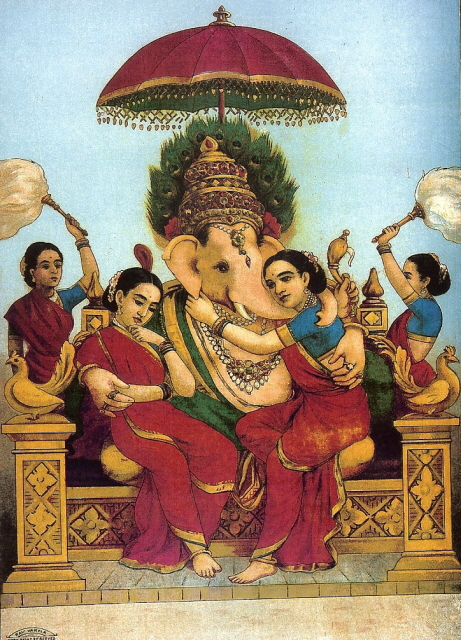
ガネーシャと妻たち（ラヴィ・ヴァルマ画）
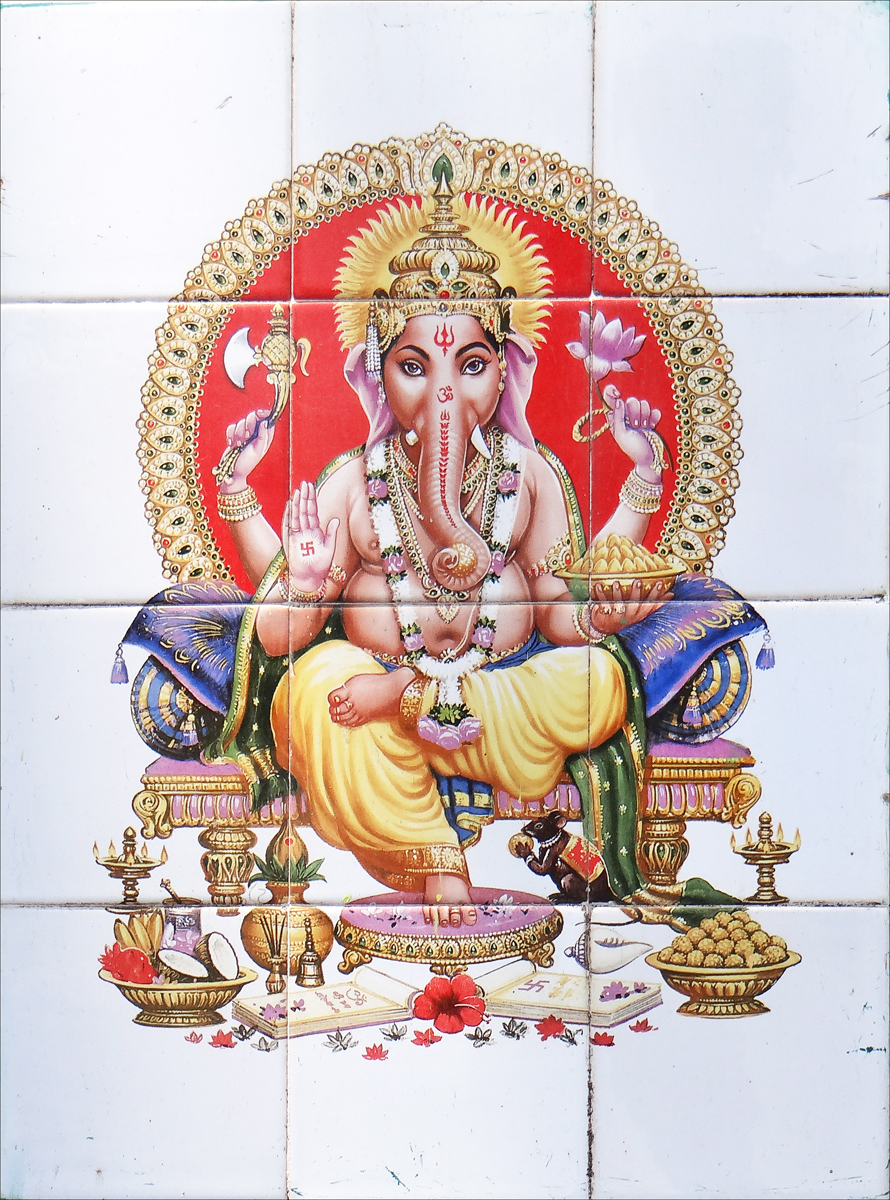
タイル画
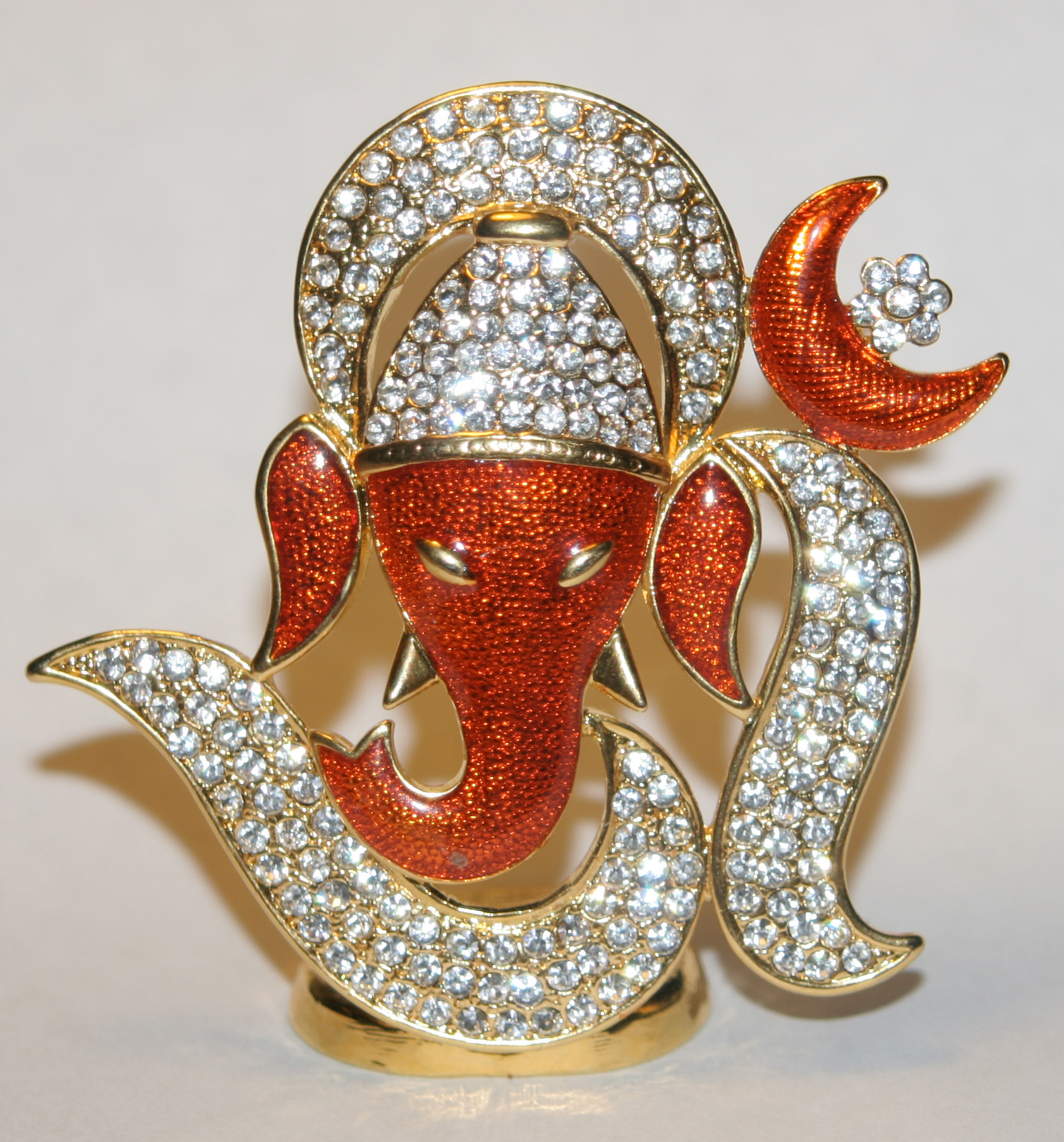
ガネーシャの宝石
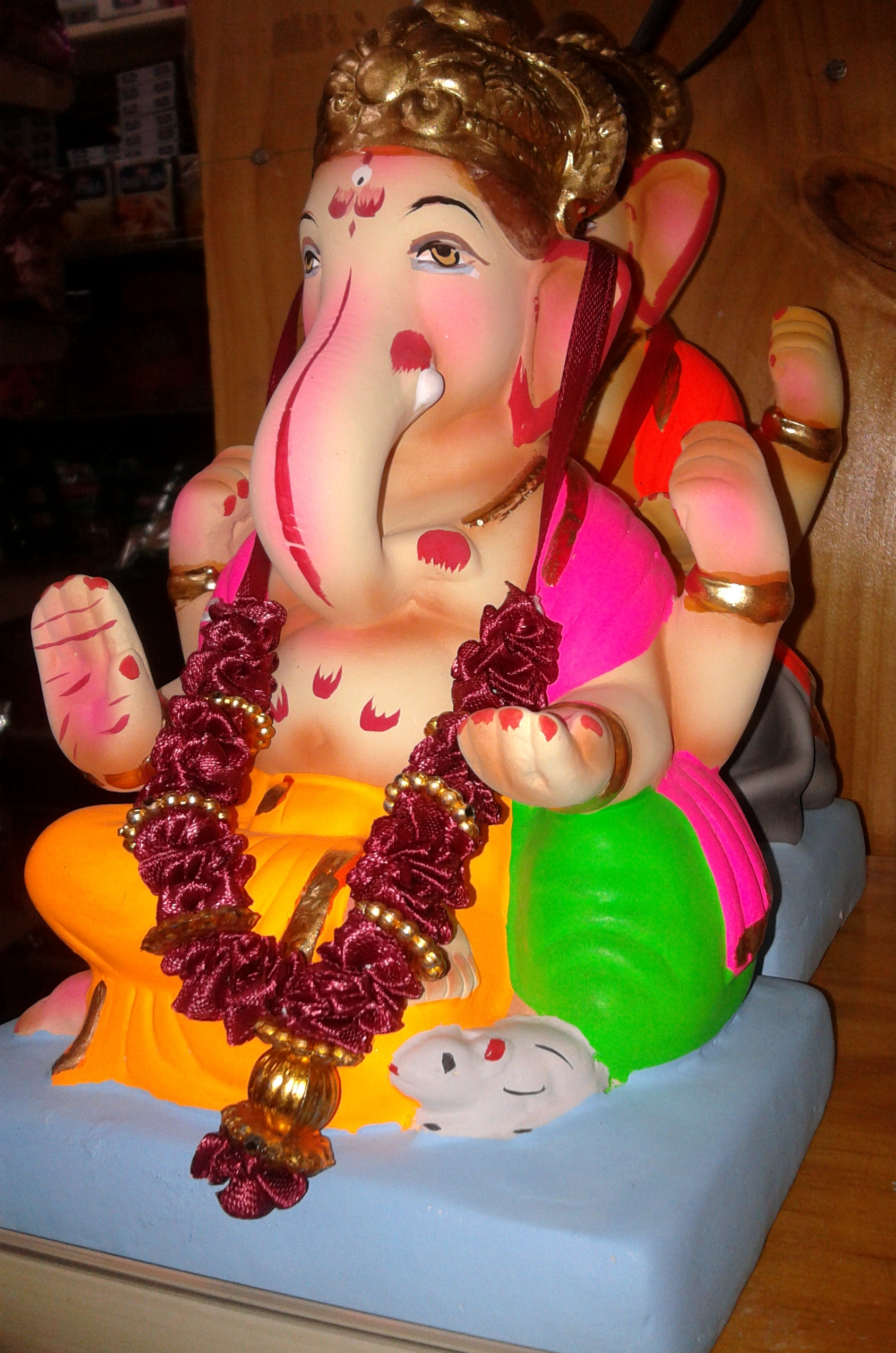
ガネーシャの置物
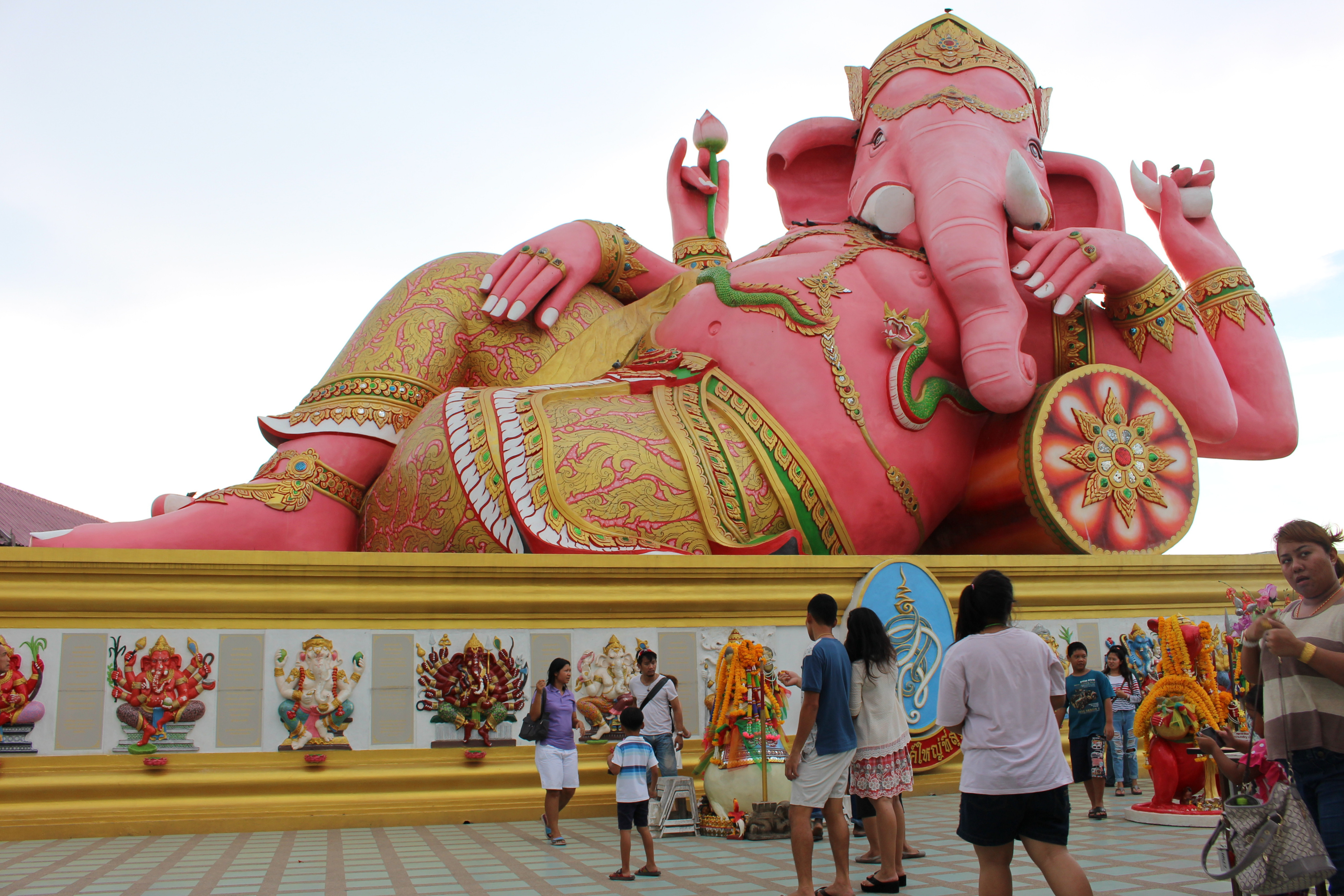
ワット・サマーン・ラッタナーラームのピンクガネーシャ)